# 田中久徳
田中 久徳（たなか ひさのり）は、日本の図書館員、国会職員。国立国会図書館副館長（第26代）。

## 来歴
千葉県立東葛飾高等学校、筑波大学第二学群農林学類卒業。筑波大学大学院修士課程医科学研究科修了。
1987年（昭和62年）4月、国立国会図書館へ入館。医科学を専攻していたため図書館とは無縁であった。
入館後、逐次刊行物部、図書館協力部、国際子ども図書館、収集部、調査及び立法考査局など経て、総務部企画課電子情報企画室長、総務部企画課長、電子情報部電子情報企画課長、総務部副部長（総務課長事務取扱）、電子情報部長、総務部長を歴任。国際子ども図書館の開設、インターネット資料収集の法制度、図書館資料の大規模デジタル化や図書館間送信などに携わった他、電子情報企画室長として資料のデジタル化や電子情報の利活用に係る企画推進業務を、電子情報部長として情報システム及び電子情報企画部門を担当した。
2019年（令和元年）12月24日、第26代国立国会図書館副館長に就任。2021年（令和3年）12月31日、同日付で退任。

## 年譜
- 1987年（昭和62年）4月 - 国立国会図書館入館[2]
- 1995年（平成7年）4月 - 国立国会図書館支部上野図書館[2]
- 2000年（平成12年）1月 - 国際子ども図書館資料情報課[2]
- 2001年（平成13年）4月 - 収集部収集課[2]
- 2002年（平成14年）4月 - 収集部収集企画課[2]
- 2005年（平成17年）4月 - 調査及び立法考査局文教科学技術課[2]
- 2007年（平成19年）4月 - 総務部企画課電子情報企画室長[2]
- 2010年（平成22年）4月 - 総務部企画課長[2]
- 2011年（平成23年）10月 - 電子情報部電子情報企画課長[2]
- 2012年（平成24年）4月 - 総務部副部長（総務課長事務取扱）[2]
- 2014年（平成26年）4月 - 電子情報部長[2]
- 2017年（平成29年）1月 - 総務部長[2]
- 2019年（令和元年）12月 - 副館長[2]